# Splendeuptychia zischkai
Splendeuptychia zischkai är en fjärilsart som beskrevs av Forster 1964. Splendeuptychia zischkai ingår i släktet Splendeuptychia och familjen praktfjärilar. Inga underarter finns listade i Catalogue of Life.